# Flibanseryna
Flibanseryna – organiczny związek chemiczny, stosowany w leczeniu hipolibidemii u kobiet w wieku przedmenopauzalnym. Lek był początkowo opracowywany przez firmę farmaceutyczną Boehringer Ingelheim. Po odrzuceniu wniosku o rejestrację przez Agencję Żywności i Leków (FDA) w październiku 2010 roku prawa do leku przejęła firma Sprout Pharmaceuticals, której udało się uzyskać zgodę FDA i wprowadzić lek na rynek amerykański w sierpniu 2015 roku.

## Mechanizm działania
Flibanseryna jest modulatorem aktywności układów neuroprzekaźnikowych w mózgu. Jej profil działania obejmuje pełny agonizm wobec postsynaptycznych receptorów 5-HT1A i antagonizm wobec innych receptorów serotoninergicznych (5-HT2A, w dużo mniejszym stopniu 5-HT2B i 5-HT2C). Działając na receptory 5-HT1A wykazuje preferencję do neuronów w korze przedczołowej, przez co powoduje zmniejszenie transmisji serotoninergicznej oraz zwiększenie transmisji dopaminergicznej i noradrenergicznej w tym obszarze mózgu; ze względu na mechanizm działania bywa zaliczana jest do dysinhibitorów noradrenaliny i dopaminy (NDDI). Mechanizm w jakim flibanseryna powoduje zwiększenie popędu płciowego nie jest znany.
Profil receptorowy flibanseryny:
- 5-HT1A (Ki = 1 nM)
- 5-HT1B (Ki = 49 nM)
- 5-HT2B (Ki = 89,3 nM)
- 5-HT2C (Ki = 88,3 nM)
- D4 (Ki = 4–24 nM)

## Farmakokinetyka i metabolizm
Biodostępność po podaniu doustnym wynosi 33%. Flibanseryna metabolizowana jest głównie w wątrobie przy udziale izoenzymów cytochromu P450: CYP3A4 i w mniejszym stopniu CYP2C19.

## Skuteczność
Skuteczność leku oceniano w badaniach klinicznych mierząc liczbę „zadowalających zdarzeń seksualnych” (ang. satysfying sexual events, SSE) u kobiet przyjmujących lek w porównaniu z placebo. W metaanalizie ośmiu badań wykazano, że kobiety przyjmujące flibanserynę w dawce 100 mg dziennie miały średnio ½ więcej SSE na miesiąc; kliniczne korzyści z przyjmowania leku określono jako minimalne.

## Wskazania
W sierpniu 2015 roku FDA zatwierdziła flibanserynę do leczenia nabytych, uogólnionych zaburzeń pożądania u kobiet w okresie przedmenopauzalnym (hypoactive sexual desire disorder, HSDD w klasyfikacji DSM-5). W informacji o leku podkreślono, że obniżenie popędu płciowego nie może być spowodowane współistniejącymi zaburzeniami psychiatrycznymi lub ogólnomedycznymi, problemami w związku lub działaniem niepożądanym innych leków. Lek nie jest wskazany do leczenia zaburzeń pożądania w okresie pomenopauzalnym, nie powinien być też stosowany przez osoby niemające obniżonego popędu płciowego.

## Działania niepożądane
Najczęstszymi działaniami niepożądanymi są zawroty głowy, nudności, zmęczenie, nadmierna senność.

## Przeciwwskazania
FDA nakazała producentowi leku umieszczenie ostrzeżeń specjalnych (tzw. black-box warning) na opakowaniu leku: podczas przyjmowania leku należy powstrzymać się od picia alkoholu ze względu na większe ryzyko hipotensji i omdleń, ryzyko jest również większe podczas jednoczesnego przyjmowania silnych inhibitorów CYP3A4 i u osób z uszkodzeniem wątroby.
W Stanach Zjednoczonych lekarze przepisujący flibasnerynę oraz apteki sprzedające lek muszą przejść proces certyfikacji w ramach planu oceny i zarządzania ryzyka (ang. Risk Evaluation and Mitigation Strategies, REMS); pacjentki otrzymujące lek podpisują oświadczenie o powstrzymaniu się od picia alkoholu podczas przyjmowania leku.

## Okoliczności rejestracji
Wniosek o rejestrację flibanseryny została dwukrotnie odrzucona przez FDA, w 2010 i 2013 roku. Koalicja organizacji kobiecych Even the Score utworzona przez konsultanta firmy Sprout prowadziła aktywną kampanię na rzecz zgody FDA dla flibanseryny (kampania była kierowana przez Blue Engine Message & Media, firmę public relations, otrzymującą finansowanie od Sprout). Podczas kampanii podkreślano, że istnieją liczne opcje terapeutyczne dla mężczyzn z dysfunkcjami seksualnymi, podczas gdy nie ma żadnego leczenia skierowanego do kobiet. Koalicja zebrała 60000 podpisów pod petycją do FDA, otrzymała listy poparcia od przewodniczącej National Organization for Women, redaktora „Journal of Sexual Medicine” i 18 członków Kongresu.
Do organizacji popierających rejestrację flibanseryny należały też National Council of Women's Organizations, Black Women’s Health Imperative, Association of Reproductive Health Professionals, National Consumers League i American Sexual Health Association.
Przeciwko występowały National Women's Health Network, National Center for Health Research i Our Bodies Ourselves. Przedstawicielka PharmedOut przekonywała, że „zatwierdzenie tego leku będzie najgorszym z precedensów – firmy wydają tyle pieniędzy, że mogą zmusić FDA do zatwierdzenia bezużytecznych lub niebezpiecznych leków”. Autorzy artykułu redakcyjnego w JAMA zauważyli, że „chociaż flibanseryna nie jest pierwszym produktem popieranym przez grupy interesu konsumentów wspieranych przez producentów farmaceutycznych, to zarzuty o nierówne traktowanie ze względu na płeć były szczególnie godne uwagi ze względu na zakres działań wspierających: począwszy od kampanii w mediach społecznościowych, kończąc na listach od członków Kongresu”.

## Preparaty
- Addyi